# Огородник Олег Михайлович
Олег Миха́йлович Огоро́дник (* 11 жовтня 1954, Львів) — український фотомитець, громадський діяч, член Національної спілки фотохудожників України

## Біографія
Олег Михайлович Огородник народився у сім'ї Михайла і Вероніки Огородників. У період з 1961 по 1971 роки він здобував освіту у Львівській середній школі № 51.
Протягом своєї кар'єри, Олег Михайлович працював фотокореспондентом у газетах «Експрес», «Львівська газета», «Поступ», та «Суботня пошта».
В 1991 році Олег Огородник став членом Національної спілки фотохудожників України. Він також займав посаду голови Львівської організації Національної спілки фотохудожників України, а на даний момент обіймає посаду голови ревізійної комісії цієї спілки. 
З 1994 р року Олег Огородник має звання АФІАП, присвоєне міжнародною Федерацією фотомистецтва при ЮНЕСКО. З 1998 року він також має звання ЕФІАП цієї ж федерації.
Олег Огородник є керівником фотоклубу «Galiciya». Також він має почесне членство в Одеській фотографічній асоціації.

## Творчість
Умовно творчість Олега Огородника можна поділити на три цикли — «Циганський», «Джазбез», «Козацько-мореплавський».
1992 року Олег Огородник вирушив у плавання на чайці «Свята Покрова». Упродовж усього маршруту виконував обов'язки фотолітописця. Зібраний матеріал став основою циклу «Козацько-мореплавський».
Митець — великий любитель спорту взагалі й гірськолижного зокрема. Він був переможець гірськолижної першості засобів масової інформації Львова. Спортивну тематику Олег Огородник розвиває в циклі «Карпатський».

## Особисте життя
Одружений з Ольгою Огородник. У подружжя є син Олег.

## Персональні виставки за кордоном
- Франція
- Словаччина
- Австрія

## Нагороди
- Бронзова медаль ВДНГ СРСР (1987 р.)
- Медаль лауреата II Всесоюзного фестивалю народної творчости (1987 р.)